# 立花一

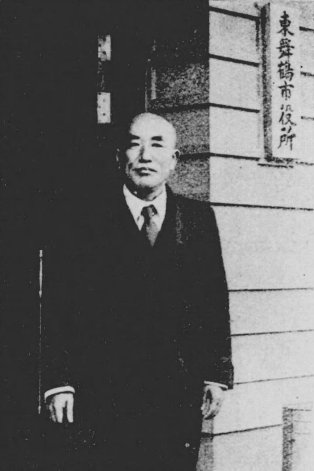
立花一

立花 一（たちばな はじめ、1882年（明治15年）12月7日 - 1966年（昭和41年）10月31日）は、日本の海軍軍人、政治家。最終階級は海軍少将。舞鶴市長。

## 経歴
鹿児島県鹿児島郡鹿児島城下で、立花直助、アサ夫妻の息子として生まれる。1905年11月、海軍兵学校（33期）を卒業し、1906年12月、海軍少尉任官。海軍大学校で乙種学生、専修学生として学ぶ。
「須磨」「三笠」「石見」「香取」「八雲」「磐手」「山城」「陸奥」などの航海長を務めた。1926年10月、「石廊」特務艦長に就任し、同年12月、海軍大佐に進級した。
1927年4月、舞鶴要港部港務部長に転じ、以後、兼舞鶴要港部軍需部長、呉港務部長などを務め、1932年12月1日、海軍少将に進級し軍令部出仕となる。同月10日、待命、同月15日に予備役編入となる。1945年4月1日に退役した。
1938年11月8日から1943年5月26日まで京都府東舞鶴市長を務めた。1943年5月27日、旧舞鶴市と東舞鶴市が合併して新舞鶴市が誕生し、立花はその初代市長に同年7月27日に就任した。戦時下の対応、空襲などからの市民の安全確保、戦災の復興などに尽力。1945年12月10日に市長を退任した。戦後、公職追放となった。

## 栄典
- 1907年（明治40年）2月12日 - 正八位[6]